# Séris
Séris é uma comuna francesa na região administrativa do Centro, no departamento Loir-et-Cher. Estende-se por uma área de 17,67 km². Em 2010 a comuna tinha 383 habitantes (densidade: 21,7 hab./km²).